# Codice ATC S
Il codice ATC S degli organi di senso è una sezione del sistema di classificazione Anatomico Terapeutico e Chimico, un sistema di codici alfanumerici sviluppato dall'OMS per la classificazione dei farmaci e altri prodotti medici.
Codici per uso veterinario (codici ATC) possono essere creati, attraverso una lettera Q posta di fronte al codice ATC umano: QS ...
Numeri nazionali della classificazione ATC possono includere codici aggiuntivi non presenti in questa lista, che segue la versione OMS.
S Organi di senso

S01 Farmaci Oftalmologici

S02 Farmaci Otologici

S03 Preparati oftalmologici e otologici